# Monumento a la Mexicanidad
El Monumento a la Mexicanidad es una escultura monumental urbana ubicada en Ciudad Juárez, Chihuahua, México. Es llamada popularmente La X o La X de Sebastián, tanto por su peculiar forma escultórica, como por honor a su autor. El colosal monumento se encuentra ubicado dentro de la Plaza de la Mexicanidad, la cual lleva el mismo nombre que la escultura, y esta a su vez, situada en el norte de la ciudad, justo en la frontera con El Paso, Texas en los Estados Unidos, a unos cuantos metros del Río Bravo del Norte.